# 選士
選士（せんし）とは、奈良時代・平安時代に在地の有力者や富裕農民によって構成された武力を指し、とりわけ大宰府管内で軍団が廃止されたのちに設置された、対外防衛用の小規模騎兵兵力を指す。

## 概要
「選士」も健児・儲士同様に、天平4年8月の節度使の設置により、その管区内に置かれたものと考えられているものであり、特に大宰府管内において、存続したものである。天応元年（781年）3月8日の太政官符に、「右管内諸国有る所射田郡ごとに一町、兵士・選士其数稍多く、請ふ更に一町を加へ、惣（すべ）て二町を置き、一町以て歩射之上手に賜ひ、一町以て騎射之勝者に賜ひ、庶（こいねがわ）くは以て武芸を勧めむ」とあり、兵士の中から歩射・騎射などの武芸に優れたものを選抜して「選士」にしたことが窺われる。
これらの選士は、天長3年（826年）の11月3日の太政官符によると、大宰府に元々400人が配置されていたが、同年の大宰府管内の兵士・軍団の撤廃により合計1720人とされ、四番に分けられて、番別30日の交替制で、年間90日の勤務とされた。選士は庸を免除され、中男3人を与えられ、在番時には日粮・塩を支給され、府の護衛に当たる者は調をも納めなくても良いとされた。
貞観11年（869年）には鴻臚館の守備に夷俘を配置し、その統率のために統領・選士の役割がつけ加えられている。
9世紀後半の新羅海賊襲撃では、あまり役に立たず、夷俘兵力に依存することになり、まもなく廃止された。